# Чайлдс, Бревард
Бревард Спрингс Чайлдс (англ. Brevard Springs Childs; 2 сентября 1923 — 23 июня 2007) — американский библеист, один из самых влиятельных библеистов XX века. Профессор Ветхого Завета, в Йельском университете с 1958 по 1999 года (с 1992 года имеет высшее профессорское звание этого университета — Стерлингский профессор)

## Биография
В 1947 году получил бакалавра гуманитарных наук и магистра гуманитарных наук в Мичиганском университет, бакалавра богословия Принстонсской теологической семинарии и доктора теологии в Базельском университете.

## Научная деятельность
Бревард Чайлдс особенно известен изысканиями в области канонического критицизма, способе интерпретировать Библию, который сосредотачивается на тексте библейского канона как на готовом продукте. Однако самому Чалдсу не понравился термин, поскольку он полагал, что его работа представляет совершенно новое направление, заменяя весь историко-критический метод. Чайлдс излагает канонический подход в своей книге Biblical Theology in Crisis (1970) и применяет его в Introduction to the Old Testament as Scripture (1979). Последняя книга была названа «одной из самых обсуждаемых книг 1980-х годов».
Кристофер Зейц говорит, что

Профессор Чилдс в одиночку вызвал главные и длительные изменения в концептуальной основе современной библеистики, посредством обращения к каноническому представлению библейских книг и богословским значениям проявления внимания в их конечной форме.— 